# Trà sữa Hồng Kông
Trà sữa Hồng Kông là một loại thức uống được làm từ trà đen Ceylon và sữa (sữa bay hơi và sữa đặc). Đây còn là một phần trong bữa trưa của văn hóa trà Hồng Kông. Người Hồng Kông tiêu thụ tổng cộng khoảng 900 triệu cốc trà mỗi năm. Mặc dù có nguồn gốc từ Hồng Kông, nó cũng có thể được tìm thấy ở nước ngoài trong các nhà hàng phục vụ ẩm thực Hồng Kông và ẩm thực phương Tây kiểu Hồng Kông. Trong chương trình Top Eat 100, được phát sóng vào ngày 4 tháng 2 năm 2012, thức uống này đã được liệt kê là thức ăn/đồ uống phổ biến thứ 4 ở Hồng Kông. Kỹ thuật pha trà độc đáo được liệt kê trong danh sách đại diện của Di sản văn hóa phi vật thể của Hồng Kông.

## Lịch sử
Trà sữa Hồng Kông bắt nguồn từ thời kỳ cai trị của thực dân Anh ở Hồng Kông. Tập quán trà chiều của người Anh, nơi trà đen được phục vụ với sữa và đường, đã trở nên rất phổ biến ở quốc gia này. Trà sữa cũng vậy, ngoại trừ sữa đặc được thay thế cho sữa truyền thống.
Một nhà hàng kiểu dai pai dong tên là Lan Fong Yuen (蘭芳園) tuyên bố cả trà sữa trân châu và Yuenyeung đều được phát minh vào năm 1952 bởi chủ là anh Lâm. Tuyên bố này về cái sau chưa được xác minh, nhưng cái trước đã được ghi lại trong biên bản chính thức của cuộc họp Hội đồng Lập pháp Hồng Kông từ năm 2007, cho nó tính hợp lý đáng kể.
Nó được gọi là "trà sữa" (tiếng Trung: 奶茶; Yale Quảng Đông: náaihchà) để phân biệt với "trà Trung Quốc" (tiếng Trung: 茶; Yale Quảng Đông: chà), được phục vụ đơn giản. Bên ngoài Hồng Kông, nó được gọi là "Trà sữa Hồng Kông". Nó còn có một tên gọi khác là “trà sữa bò kho lụa” bắt nguồn từ sự xuất hiện của những chiếc trà túi lọc lá vải. Vào những năm 1950 và 1960, đối tượng khách hàng chính của trà sữa Hồng Kông là công nhân và người lao động, những người cho rằng chiếc bao gai trông giống như quần tất.

## Di sản văn hóa
Vào năm 2017, Sở Dịch vụ Văn hóa và Giải trí Hồng Kông đã tuyên bố "kỹ thuật pha trà sữa kiểu Hồng Kông" là một trong những di sản văn hóa phi vật thể (ICH) của Hồng Kông, thuộc lĩnh vực "nghề thủ công truyền thống" theo Công ước về Bảo vệ ICH của Tổ chức Giáo dục, Khoa học và Văn hóa Liên Hợp Quốc.

## Chuẩn bị
Trà sữa Hồng Kông được làm từ hỗn hợp của một số loại trà đen (theo nghĩa phương Tây, thường là trà Ceylon), có thể là trà pu'er, sữa đặc và đường, loại cuối cùng được thêm vào bởi khách hàng trừ trường hợp mua mang về. Tỷ lệ của từng loại trà được nhiều nhà cung cấp coi là bí mật thương mại. Cha jau (tiếng Trung: 茶走) là một biến thể sử dụng sữa đặc thay cho sữa và đường, tạo cảm giác đậm đà hơn cho trà. Vẫn còn những quán cà phê khác thích sử dụng biến thể sữa nguyên kem, là sự kết hợp giữa sữa tách kem và dầu đậu nành.
Đặc điểm chính của trà sữa Hồng Kông là dùng túi vải thô để lọc lá trà. Tuy nhiên, có thể sử dụng bất kỳ bộ lọc/lọc nào khác để lọc trà. Túi bao gai không cần thiết nhưng thường được ưa chuộng hơn. Chiếc túi, được cho là làm cho trà mịn hơn, dần dần có màu nâu đậm do quá trình ngâm trà kéo dài. Cùng với hình dạng của bộ lọc, nó giống như tất lụa, khiến trà sữa Hồng Kông có biệt danh là "quần tất" hoặc trà sữa tất lụa  (tiếng Trung: 絲襪奶茶; Yale Quảng Đông: sī maht náaihchà). Biệt danh này được sử dụng ở Hồng Kông nhưng ít hơn ở Trung Quốc đại lục và cộng đồng hải ngoại.
Có một số tranh luận về cách pha trà sữa đích thực nhất, tức là trình tự thêm từng thành phần. Một số người cho rằng nên cho sữa vào trước khi rót trà, trong khi những người khác lại có quan điểm ngược lại. Mặc dù, đối với hầu hết mọi người, cả hai phương pháp đều được chấp nhận.

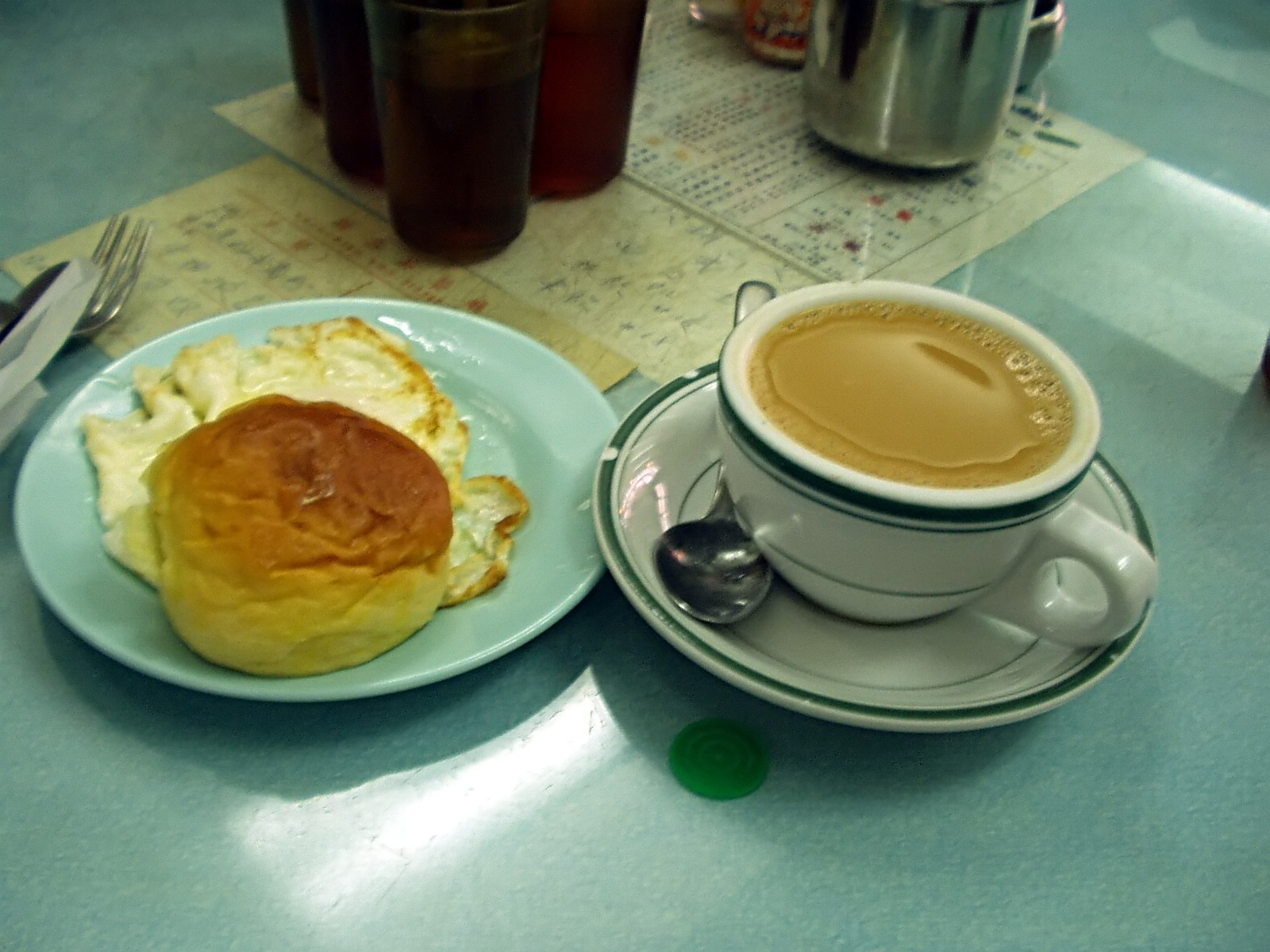
Trà sữa nóng trong cốc cà phê đi kèm với bữa sáng.

Trà sữa là một phần phổ biến trong cuộc sống hàng ngày của người Hồng Kông, thường được phục vụ như một phần của bữa trà chiều nhưng cũng có thể vào bữa sáng hoặc bữa tối. Nó có vị thế phổ biến gần giống như cà phê ở phương Tây. Mặc dù không được cung cấp bởi các nhà hàng Quảng Đông truyền thống hoặc quán trà dim sum, nhưng trà sữa là món ăn tiêu chuẩn trong các nhà hàng phương Tây kiểu Hồng Kông và cha chaan teng, cũng như  dai pai dong, với mức giá từ 12–16 đô la Hồng Kông cho một phần ăn nóng và thêm hai đến ba đô la cho một phần ăn nguội. Một tách trà sữa nóng thường được phục vụ trong cốc sứ (thường được gọi là "cốc cà phê" 咖啡杯), một loại thủy tinh hình trụ cao hoặc cốc kim loại.
Tiêu chí đầu tiên của một ly trà sữa ngon chính là độ “ngon” (香滑); nói cách khác, nó mềm mại và đầy đặn như thế nào. Một tiêu chí khác để đánh giá trà sữa ngon (và cả trà sữa trân châu) là một ít bọt trắng bên trong miệng cốc sau khi uống một ít. Bọt trắng này có nghĩa là nồng độ chất béo bơ trong sữa đặc được sử dụng đủ cao. Ngoài ra còn có một cách khác để người dân địa phương phân biệt chất lượng cao bằng cách xác định dấu vết của dầu trên đồ uống sau khi nó được ủ đúng cách. Đây là dầu còn sót lại từ quá trình rang trong quá trình sản xuất trà.

## Biến thể

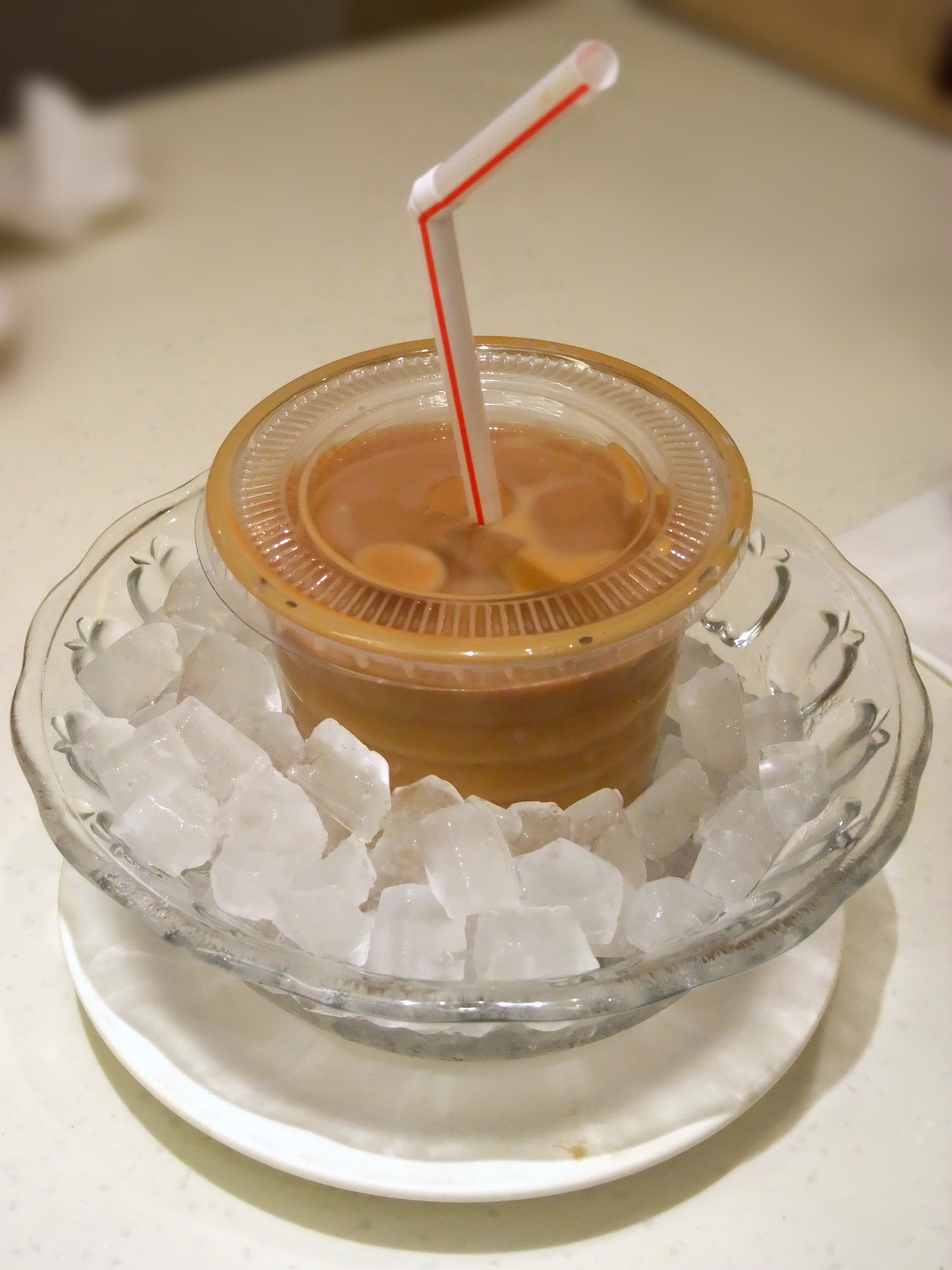
Trà sữa tắm đá. Ly trà sữa được đặt trong chậu nước đá để trà có thể giữ lạnh mà không bị loãng do đá tan.

Trà sữa đá thường được pha bằng đá viên. Tuy nhiên, trước đây khi máy làm đá chưa phổ biến, trà sữa đá được làm bằng cách rót trà sữa nóng vào chai thủy tinh rồi làm lạnh trong tủ lạnh. Trước đây, trà sữa được bán trong chai Vitasoy hoặc Coca-Cola. Ngày nay loại "trà sữa chai" này rất hiếm ở Hồng Kông. Bạn có thể tìm thấy trà sữa đá đóng lon hoặc chai nhựa ở nhiều cửa hàng tiện lợi trên khắp Hồng Kông như 7-Eleven và Circle K.
Trong trường hợp trà sữa có đá viên, đá tan sẽ làm loãng thành phần, ảnh hưởng đến hương vị thức uống. Một số cha chaan teng phục vụ trà sữa đá không đá, được pha bằng cách rót trà sữa nóng vào cốc nhựa rồi làm lạnh trong tủ lạnh hoặc đặt cốc vào chậu nước lạnh, được gọi là "trà sữa tắm đá" (tiếng Trung: 冰鎮奶茶; Yale Quảng Đông: Bīngjan náaihchà). Một số nhà hàng chỉ đơn giản sử dụng đá viên làm từ trà sữa đông lạnh. Tất cả những phương pháp này thường được sử dụng như điểm bán hàng.
Trà sữa và cà phê cùng nhau được gọi là Yuenyeung (tiếng Trung: 鴛鴦; Yale Quảng Đông: Yūnyēung). Một biến thể của “trà sữa tất lụa” là “cà phê tất lụa”.